# Nobiliário de Famílias de Portugal
Nobiliário de Famílias de Portugal é o título de um trabalho de genealogia escrito por Manuel José da Costa Felgueiras Gaio (1750-1831). É composto por 33 volumes e trata de famílias de Portugal. Esta obra, ainda em formato manuscrito, só veio a ser impressa em meados do século XX, tendo havido apenas mais uma reedição na segunda metade do mesmo século. A obra não foi legitimada pelo Reino de Portugal na época, e não teve qualquer revisão ou reordenamento do material recolhido por aquele autor, e por isso foi doada à Santa Casa da Misericórdia de Barcelos. É uma obra meritória pela sua dimensão, embora seja pouco fiável devido a erros frequentes nas biografias e genealogias apresentadas.

## Índice da edição de Meirelles e Affonso
Índice geral da edição de Meirelles e Affonso, seguindo os próprios índices dos tomos, disponíveis em purl.pt, mas corrigindo-os conforme diversos títulos da obra:

### H.G. 40102 V.

#### I.
- Da nobreza.
- Aboins – no tt.º Cunhas, livro X, § 52.
- Abreus de Regalados.
- Abreus da Covilhã.
- Abulhes.
- Achiolis.
- Andrades Freires.
- Affonços.
- Aguioens.
- Aguiares.
- Agorretas.

#### II.
- Abranches - ver em Almadas § 17.
- Alarcoins.
- Albuquerques.
- Albernas.
- Alcoforados.
- Alcáçovas.
- Almadas.
- Aloins.
- Almendras.
- Alpuins.
- Almeidas.
- Alteros.
- Altas, ou Esparagosas.
- Alvarinhos.
- Alvarengas.
- Alvins.
- Al.z de Braga.
- Alvos.
- Amaraes.
- Amados.
- Amorins.
- Anahias (ou Anayas).
- Antas.
- Andeiro.
- Antões.

### H.G. 40103 V.

#### III.
- Aranhas.
- Aragoens.
- Arcas.
- Arces.
- Arnaos (ou Arnaus).
- Arias.
- Arraes Mendonças - ver em Mendonças, livro XX, § 19.
- Arrochelas.
- Arriscados.
- Ataídes.
- Atouguias.
- Azas.
- Asnares.
- Alfão (ou Affan).
- Astúrias.
- Avilezes.
- Avillas.
- Avellozos, ou Avilles Ramires.
- Avellar.
- Azambujas.
- Azevedos.
- Azeredos.

#### IV.
- Araújos.

### H.G. 40104 V.

#### V.
- Barbosas.
- Baenas.
- Baldayas.
- Barbas, e Pestanas.
- St.ª Barbaras Mouras de Lisboa.
- Bacellares.
- Baioens.
- Bahias - ver em Vahias, livro XXVIII.
- Bandeiras.
- Bastos.
- Betancures.
- Barcelos.
- Ballazares da Lixa.

#### VI.
- Barradas.
- Barretos.
- Barretos Velhos.
- Barrigas.
- Barrozos.
- Barbaens.
- Bemas, ou Biedmas.
- Bugalhos.
- Barros.
- Beças.
- Bejas.
- De Bem - ver em Barradas § 4, N. 14.

### H.G. 40105 V.

#### VII.
- Beires.
- Beliagoas.
- Bellos.
- Benevides.
- Bernardes.
- Bezerras.
- Beltrões.
- Sres. De Biscaya, ou Haros.
- Borjas.
- Bravos de Braga.
- Brandoens.
- Britos.
- Briteiros.
- Brochardos.
- Bruchados.
- Borges.
- Botos.
- Bispos.
- Botelhos.
- Bouros.
- Bulhoens.
- Bocarros.
- Bragas.

#### VIII.
- Cabedos - ver em Pinheiros, livro XXIV, § 6, N. 9.
- Cabreiras.
- Cabraes.
- Cabeças de Vaca.
- Cáceres.
- Chancinhos.
- Caens.
- Cahinhos.
- Caldas.
- Calvos.
- Caldeiras.
- Caldeiroens.
- Calheiros.
- Camanhos.
- Cambras.
- Cameras.
- Camellos.
- Caminhas.
- Camoens.
- Campilhos.
- Campellos.
- Campos.
- Cantos.
- Carcomes.
- Carpinteiros.
- Carrilhos.
- Cascos.
- Cardos.
- Cardozos.
- Cardins.

### H.G. 40106 V.

#### IX.
- Carneiros.
- Carreiros.
- Castilhos.
- Cavalcantes.
- Castanhedas.
- Cazal.
- Chansinhos.
- Carvalhos.
- Carvalhaes. Carvalhaes, Almeidas, no tt.º de Amados, livro II.
- Carvalhaes Faleiros.
- Carvalhozas.
- Carvajales.

#### X.
- Coutinhos, e Fonsecas.
- Canhoens.
- Cheirozos.
- Choras.
- Cepas.
- Cortez.
- Cotimos.
- Coutos.
- Criados.
- Cruzes de Lisboa e de Caminha.
- Curutellos.
- Curvos.
- Couros.
- Cunhas.
- Crasbeque. E ver em Bejas, livro VI, § 6.

### H.G. 40107 V.

#### XI.
- Castellosbrancos.
- Centenos.
- Carrascos.
- Castros.
- Cerveiras.
- Cernaches.
- Cerqueiras.
- Cezares.
- Cochofeis.
- Coelhos.
- Cogominhos.
- Coimbras.

#### XII.
- Colmeiros.
- Colaços.
- Coresmas.
- Correas.
- Cordoviz.
- Cordas.
- Coronéis.
- Cotão.
- Centenos. (repetição do item do Livro XI)
- Charentes.
- Chaves.
- Cirnes.
- Cid.
- Costas.
- Costas Corte Reaes.
- Cotas.

### H.G. 40108 V.

#### XIII.
Contém este volume:
- Saros de S. Varão (com a Reivindicação do Morgado de S. Varão).
- Dordazes.
- Dragos.
- Duartes.
- Dias Varajoens.
- Dades.
- Dias.
- Dulguezes.
- Deças.
- Esteves da Veiga ou Nápoles.
- Esteves de Figueiredo.
- Eças.
- Elvas.
- Escovar.
- Esmeraldos.
- Erozas.
- Espineis.
- Eirados de Braga.
- Encourados.
- Evangelhos.
- Faros.
- Falcoins.
- Fafes.
- Fagundes.
- Farias.
- Ferroes.

#### XIV.
- Feyos.
- Ferrazes.
- Ferreiras.
- Francos.
- Figueiras.
- Figueiroas.
- Figueiroas de Hespanha.
- Figueiredos.
- Falardos.
- Farizeus.
- Fiúzas de Barcelos.
- Felgueiras.
- Fogaças.
- Froes.
- Foyos.
- Foncecas.
- Fontouras.
- Fragas.
- Frades - aludidos no tt.º de Lobos, livro XVII, § 85.
- Franças. No final deste livro, o § 13 e seguintes.
- Freitas.
- Feijós.
- Fornellos.
- Ferros de Viana.

### H.G. 40109 V.

#### XV.
- Gachineiros.
- Gagos.
- Gayos.
- Galvoens.
- Gamas.
- Gamboas.
- Ganços, ou Gançozos.
- Gavioins.
- Gatos.
- Giraldes.
- Giroens.
- Galegos.
- Goes.
- Gomides.
- Goyos.
- Galheanos.
- Golias.
- Gonçalves de Anciaens.
- Gouveas.
- Gayfares - ver no tt.º de Costas, livro XII, § 229.

#### XVI.
- Guardas.
- Guedes.
- Garridos.
- Guimaraens.
- Gramachos.
- Gusmão.
- Garcez.
- Gracias Monizes.
- Gralhos da Granja.
- Granjas.
- Grans.
- Hasses.
- Homens.
- Henriques.
- Heredeas.
- Holbeches.
- Hortas.
- Haros – ver em Senhores de Biscaya, livro VII.
- Ichoas.
- Infantes.
- Irias.
- Jaques.
- Juzartes.
- Jacomes.
- Laboroens.
- La Cuevas.
- Lafetas.
- Lacerdas.
- Lagos.
- Lagoas.
- Landins.
- Laras.

### H.G. 40110 V.

#### XVII.
- Larguoens.
- La Vega.
- Louredos.
- Leites.
- Leitoens.
- Ledos.
- Lencastres.
- Lemos.
- Lemes.
- Lençoens (Lanços).
- Limas.
- Lameiras (de Borba).
- Liras.
- Lobatos.
- Lobos.
- Lanças.
- Loboens.
- Lopes da Barca.
- Lopes de Beiral de Lima.
- Lopes de Barcellos.
- Lopes de Braga.
- Lopes de Valença.
- Loureiros.
- Louzadas.
- Lucenas.
- Lunas.

#### XVIII.
- Magros de Almeida.
- Mayas.
- Malheiros.
- Maldonados.
- Malafayas.
- Marmeleiros.
- Maracotes.
- Manrriques.
- Moles.
- Mansilhas.
- Manoel.
- Mansos.
- Marinhos.
- Marizes.
- Mascarenhas.
- Matos.
- Mendes da Ordem.
- Meyras.
- Meirelles.
- Mellos.
- Menagem.
- Mogueimas e S. Miguel.
- Menezes.
- Mendes de Braga.
- Mancellos.

### H.G. 40111 V.

#### XIX.
- Macedos.
- Maceiras do Conde D. Pedro.
- Macieis.
- Machados.
- Madrizes.
- Medeiros de Val de Paços.
- Madureiras.
- Magalhaens.

#### XX.
- Mendanhas.
- Mendonças Furtados.
- Mesquitas.
- Mexias.
- Metellos.
- Minas.
- Mirandas.
- Monçoens.
- Montenegros.
- Montalvos.
- Monteiros.
- Moutozo - ver em Barradas, livro VI, § 4, N. 12 e segs.

### H.G. 40112 V.

#### XXI.
- Monterroios, ou Monterrozos.
- Mayos.
- Monroyos.
- Monizes.
- Moraes.
- Moreiras.
- Morgades.
- Moscozos.
- Mouras.
- Mouras Coutinhos.
- Motas.
- Moutas.
- Mosqueras.
- Mouroens.
- Mures - ver em Barradas, livro VI, § 4.
- Moutinhos.
- Munhoz de Soure.
- Mouros.
- Nápoles - ver em Esteves da Veiga, livro XIII.
- Nogueiras.
- Noronhas.
- Novaes.
- Nóvoas.
- Netos.
- Oliveiras.
- Ornellas.
- Ozórios.
- Ossem.
- Oyas da Galiza.
- Ortiz Vilhegas.

#### XXII.
- Pachecos.
- Pavias.
- Panascos de Borba.
- Paínhos de Borba.
- Pedregulhos de Borba.
- Pericotos de Borba.
- Pipeiros de Borba.
- Paes de Barcelos.
- Padilhas.
- Payns.
- Paivas de Braga.
- Palhares.
- Pamplonas.
- Pantojas.
- Patalins.
- Patos.
- Passos de Probem ou Passos de Pordem.
- Pestanas.
- Pessanhas.
- Pedrozos.
- Pedrozas.
- Pedrozas de Barcelos.
- Pegas.
- Peixotos.
- Peminteis.
- Pequenos.
- Pernegoens.
- Perdigoens.
- Pereiras.
- Palhas.

### H.G. 40113 V.

#### XXIII.
- Pechins - ver em Mexias, livro XX, § 18, N. 12.
- Pesqueiras - ver em Barradas, livro VI, § 18.
- Pessoas.
- Perestrellos.
- Pericoens de Aveiro.
- Pias.
- Pimentas.
- Pinhas Falacheiros.
- Pinhos.
- Pinas.
- Pintos.

#### XXIV.
- Pinheiros.
- Pires da Figueira e Balsemão.
- Pires de Amarante.
- Pires de Caminha.
- Pitas.
- Placuellas.
- Ponces do Conde.
- Pias do Conde.
- Palhas do Conde - Palhas.
- Penagates do Conde.
- Pontes Ledos.
- Poos.
- Portocarreiros.
- Póvoas.
- Portugaes.
- Prados.
- Pretos.
- Pugas.

### H.G. 40114 V.

#### XXV.
- Queirogas.
- Quentaes Lobos.
- Quadros.
- Quadrados de Borba.
- Queimados.
- Quezados.
- Queirozes.
- Ramires.
- Rubins.
- Ribeiros.
- Rabellos.
- Rombos de Portalegre.
- Rochas.
- Rodrigues de Vila do Conde.
- Refoyos.
- Regos.
- Reyxas de Portalegre, e Alter.
- Rios - ver no tt. de Vasconcelos, livro XXVIII,  § 136; e Rios no próximo volume.

#### XXVI.
- Rapozos.
- Regadas.
- Reimondes.
- Riba Fria.
- Reimoens.
- Ricaldes.
- Rios.
- Rangeis.
- Rezendes.
- Rozas de Monforte.
- Ramalhos.
- Ruas.
- Reboredos.
- Saldanhas.
- Sallemas.
- Saraivas.
- Salgados.
- Sãopaios.
- Sandes.
- Sandes Sallemas de Alcácer - ver em Sallemas neste volume.
- Sanches.
- Sás.
- Seabras.
- Seixas.
- Sequeiras.
- Sequeiros.
- Severins.
- Silveiras.

### H.G. 40115 V.

#### XXVII.
- Silvas.
- Silvas de Rio Covo.
- Sarmentos.
- Soromenhos.
- Soverozas do Conde.
- Sarraças do mesmo.
- Soalhaens do mesmo.
- Sandoval.
- Sobral - ver em tt. de Avelar, livro III, § 4.
- Sodrés.
- Soares Tangis.
- Soares d’Albergaria.
- Sotomayores.
- Távoras.
- Taveiras.
- Tavares.
- Toscanos.
- Teives.
- Tenreiros.
- Tenórios.
- Tolledo.
- Teixeiras.
- Tudellas - ver em Castilhos, livro IX, § 6.
- Tibão.
- Tinocos.
- Tenazes.
- Torres.
- Tovares.
- Tourinhos.
- Trancozos.
- Trigozos.
- Turrichão (Torrezão).

#### XXVIII.
- Vellez.
- Vabos.
- Valladares.
- Valles.
- Vallejos.
- Vallentes.
- Varellas.
- Velhos.
- Villalobos.
- Valascos.
- Van Zeller.
- Ulhoas.
- Vides.
- Villelas de Amarante.
- Vellozos.
- Vinhaes.
- Varajoens.
- Vargas.
- Vasconcellos.
- Vahias, ou Bahias.
- Vieiras.
- Veigas.
- Villasboas.
- Villarinhos.
- Vogados.
- Utras.
- Ximenes.
- Zotes.
- Zagalos.

### H.G. 40116 V.
- Sousas.

### H.G. 40117 V.
- Gayos.
  - Costados
  - Tomo I.
    - Índex pelos apelidos – pág. 19 a 24
    - Índex pelos nomes próprios – pág. 25 a 28
    - Índex pelas Casas – pág. 29 e 30

  - Costados
  - Tomo II.
    - Índex pelos apelidos – pág. 9 a 16
    - Índex pelos nomes próprios – pág. 17 a 20
    - Índex pelas Casas – pág. 21 a 25

### H.G. 40118 V.
- Costados
- Tomo III.
  - Índex pelos apelidos – pág. 7 a 13
  - Índex pelos nomes próprios – pág. 15 a 20
  - Índex pelas Casas – pág. 21 a 25
- Costados
- Tomo IV.
  - Índex pelos apelidos – pág. 7 a 13
  - Índex pelos nomes próprios – pág. 15 a 19
  - Índex pelas Casas – pág. 21 a 25